# Verfahrensrecht
Verfahrensrecht oder formelles Recht bezeichnet die Gesamtheit aller Rechtsnormen, die eine verbindliche staatliche Entscheidungsfindung betreffen.

## Allgemeines
Die Hauptgebiete sind:
- das Prozessrecht, das gerichtliche Verfahren betrifft, mit der Hauptunterteilung in Zivilprozess- bzw. Zivilverfahrensrecht, Strafprozess- bzw. Strafverfahrensrecht, Verwaltungsprozessrecht, wobei hier Verwaltungsverfahrensrecht kein Synonym ist.
- das Verwaltungsverfahrensrecht, das nichtgerichtliche staatliche Verfahren (Verwaltungsverfahren) betrifft.

Das Verfahrensrecht umfasst insbesondere die Zuständigkeit (Kompetenznormen), die Art und Weise des Zustandekommens, die Form der Entscheidung und deren Bekanntgabe bzw. Wirksamkeit. Es existiert in unterschiedlicher Form, etwa als Verfassungsrecht, Gesetz, Satzung oder Geschäftsordnung.
Für die staatlichen Organe ist das Gesetzgebungsverfahren der Legislative im Grundgesetz und den Geschäftsordnungen des Bundestages und des Bundesrates geregelt, das Verwaltungsverfahren der Exekutive im Verwaltungsverfahrensgesetz und die Gerichtsverfahren der Judikative in den einzelnen Prozessordnungen wie der ZPO, der StPO und der VwGO.
Das Verfahrensrecht beinhaltet darüber hinaus auch Bestimmungen über Wahlen und Abstimmungen sowie die außergerichtliche Streitbeilegung in Schiedsverfahren oder in vereinsinternen Beschwerdekammern.
Das Verfahrensrecht ist systematisch Teil des Öffentlichen Rechtes. Das Prozessrecht wird in der juristischen Praxis allerdings jeweils dem Gebiet des materiellen Rechts zugeordnet, auf dessen Durchsetzung es sich bezieht. Z. B. gehört zum materiellen Zivilrecht auch das Zivilprozessrecht.
Das Verfahrensrecht ist sog. „geronnenes Verfassungsrecht“, was bedeutet, dass die Grundprinzipien der Verfassung durch die einzelnen Verfahrensregeln verwirklicht und auf den Einzelfall anwendbar gemacht werden müssen. Das Verfahrensrecht gewährleistet den justizförmigen, d. h. gerichtlich überprüfbaren Verlauf des jeweiligen Verfahrens. Verletzungen des Verfahrensrechts sind stets justiziabel, führen aber ohne Beschwer für den Betroffenen zu keinen Ansprüchen. Grundlage des Verfahrensrechts ist der Gleichheitsgrundsatz (Art. 3 GG), der Anspruch auf rechtliches Gehör (Art. 103 Abs. 1 GG) und die Rechtsweggarantie (Art. 19 Abs. 4 GG).

## Begriffe formelles und materielles Recht
Das materielle Recht kann als Gesamtheit aller Regelungen beschrieben werden, die die grundlegenden Rechtsbeziehungen zwischen den Rechtssubjekten, aber auch des einzelnen Rechtssubjekts zum Staat regeln. Beispiel: Beschädigt man den Pkw eines anderen, muss man in aller Regel Schadensersatz leisten. Dies ergibt sich aus verschiedenen Bestimmungen des materiellen Zivilrechts, vornehmlich dem Bürgerlichen Gesetzbuch (BGB). Handelt der Delinquent vorsätzlich, kann zudem eine Straftat vorliegen.
Demgegenüber beziehen sich die Normen des formellen Rechts auf die Durchsetzung des materiellen Rechts. Im Beispiel also auf die Frage, wie der Geschädigte seinen Anspruch gegen den Schädiger in einem Gerichtsprozess durchsetzen kann, wenn dieser nicht freiwillig zahlt und wie der Staat bei der Strafverfolgung vorgehen darf.

## Geschichtliche Entwicklung

### Geschichte der Begriffe
Die Begriffe formelles und materielles Recht sind noch recht jung. Erst im 19. Jahrhundert wurden sie geprägt. Bis dahin hatte das Vorbild der römisch-rechtlichen actio, die beide Elemente verband, dem formellen (Prozess-) und materiellen Recht entgegengestanden. Erst mit der Überwindung dieses „aktionenrechtlichen Denkens“ war der Weg für eine auch begriffliche Trennung geebnet.

### Geschichtliche Entwicklung in der Sache
In der Sache gibt es formelles und materielles Recht gleichwohl seit Jahrtausenden. Bereits zu Zeiten der römischen Republik wurden Prätoren als Richter zur Streitbeilegung aufgerufen. Formelles Recht war aber nicht zur Durchsetzung materiellen Rechts angedacht, vielmehr schuf der Richter – im Rahmen großer Formalzwänge – materielles Recht. Das materielle Recht entstand also im Grunde aus dem Verfahren. Dies hat sich später geändert. Der römische Begriff der actio (ungefähr: Klage) hat aber noch lange diese Besonderheit des materiellen und formellen Rechts in sich getragen und wurde erst im 19. Jahrhundert endgültig zu der heutigen Trennung in zwei Bereiche aufgelöst. Dem Bürgerlichen Gesetzbuch, welches zum 1. Januar 1900 in Kraft trat, liegt u. a. mit dem Begriff des Anspruchs in § 194 Abs. 1 BGB das Bild einer klaren Trennung von formellem und materiellem Recht zugrunde.

## Ähnliche und verwandte Begriffe
Das Begriffspaar „formelles Gesetz“ und „materielles Gesetz“ bezeichnet eine andere, spezielle Unterscheidung. „Formell“ bezeichnet dort das Zustandekommen im parlamentarischen Gesetzgebungsverfahren, „materiell“ die Eigenschaft als Rechtsnorm mit Außenwirkung. Das Eine wie das Andere kann materiell-rechtliche wie formell-rechtliche Regelungen enthalten.
Beispiele:
- formelles Gesetz mit materiell-rechtlichem Inhalt: Bürgerliches Gesetzbuch
- formelles Gesetz mit formell-rechtlichem Inhalt: Zivilprozessordnung
- materielles Gesetz mit materiell-rechtlichem Inhalt: kommunale Satzung
- materielles Gesetz mit formell-rechtlichem Inhalt: Wahlordnung für die Wahl zum Betriebsrat

## Andere Sprachen
Wie im deutschen Recht haben sich die Begriffe auch im Französischen als droit formel und droit matériel und im Italienischen als diritto formale und diritto materiale gebildet. Demgegenüber wird in anderen Sprachen die eher dienende Funktion des formellen Rechts hervorgehoben: so im Spanischen das derecho adjectivo im Verhältnis zum derecho material oder derecho sustancial/sustantivo und im Englischen das adjective law im Verhältnis zum substantive law.